# Xylocopa carbonaria
Xylocopa carbonaria är en biart som beskrevs av Smith 1854. Xylocopa carbonaria ingår i släktet snickarbin, och familjen långtungebin. Inga underarter finns listade i Catalogue of Life.